# تمهید سمرقندی
تمهید سمرقندی (درگذشت ۱۳۵۴) از نویسندگان و چکامه‌سرایان فارسی‌زبان اهل شهر سمرقند در دوران شوروی بود. او به دلیل پایبندی بسیار به حفظ و نگهداری زبان فارسی، سال‌های زیادی را در زندان به سر برد و بسیاری از نوشته‌هایش را جلوی چشمانش به آتش کشیدند.